# Tad Brennan
Theodore „Tad“ Brennan (* 15. Juni 1962) ist ein US-amerikanischer Philosophiehistoriker und Altphilologe.
Brennan studierte Classics und Philosophie am Reed College in Portland, Oregon. Anschließend absolvierte er ein Promotionsstudium in Classical Philosophy in Princeton. Nach verschiedenen Stationen war er Professor of Philosophy an der Northwestern University, seither hat er eine Professur für antike Philosophie im Department of Classics und der Sage School of Philosophy der Cornell University inne.
Forschungsschwerpunkte sind die hellenistische Philosophie (Epikureer, Stoiker und Skeptiker), aber auch der Vorsokratiker Anaxagoras, Aristoteles und seine logischen Theorien, Sextus Empiricus sowie Simplikios.

## Schriften (Auswahl)
- Rachel Barney, Tad Brennan, Charles Brittain (Hrsgg.): Plato and the Divided Self. Cambridge University Press, Cambridge 2012, ISBN 0-521-89966-4
- The Stoic Life: Emotions, Duties, and Fate. Clarendon Press, Oxford 2005. Rezension von Andrew Smith, in: Bryn Mawr Classical Review 2006.05.45
- Simplicius: On Epictetus, Handbook 1–26. Translated by Tad Brennan and Charles Brittain. 2002, Cornell University Press: ISBN 0-8014-3904-3, and Duckworth, London: ISBN 0-7156-3068-7
- Simplicius: On Epictetus, Handbook 27–53. Translated by Tad Brennan and Charles Brittain. 2002, Cornell University Press: ISBN 0-8014-3905-1, and Duckworth, London: ISBN 0-7156-3069-5
- Immortality in ancient philosophy. In E. Craig (Ed.), Routledge Encyclopedia of Philosophy. Routledge, London 2002, online
- Ethics and Epistemology in Sextus Empiricus. Garland, London, 1999, ISBN 0-8153-3659-4.